# Awkwafina
Nora Lum (2 de juny de 1988), coneguda professionalment com a Awkwafina, és una actriu i rapera estatunidenca. Més coneguda per participar en els films Ocean's 8 i Crazy Rich Asians (2018). Va rebre elogis de la crítica per la seua actuació a The Farewell (2019).
Ha publicat dos àlbums musicals, Yellow Ranger (2014) i In Fina We Trust (2018). També s'ha aventurat en la comèdia apareixen en xous com Girl Code, Future Man, i Saturday Night Live.

## Filmografia

### Cinema
| Films que encara no s'han estrenat | Denota films que encara no s'han estrenat |

| Any          | Títol                                                  | Paper           | Director                        | Notes         |
| ------------ | ------------------------------------------------------ | --------------- | ------------------------------- | ------------- |
| 2016         | Bad Rap                                                | D'ella mateixa  | Salima Koroma                   | Documental    |
| 2016         | Neighbors 2: Sorority Rising                           | Christine       | Nicholas Stoller                |               |
| 2016         | Storks                                                 | Quail (veu)     | Nicholas Stoller Doug Sweetland |               |
| 2018         | Dude                                                   | Rebecca         | Olivia Milch                    |               |
| 2018         | Ocean's 8                                              | Constance       | Gary Ross                       |               |
| 2018         | Crazy Rich Asians                                      | Goh Peik Lin    | Jon M. Chu                      |               |
| 2019         | The Farewell                                           | Billi           | Lulu Wang                       |               |
| 2019         | Paradise Hills                                         | Yu              | Alice Waddington                |               |
| 2019         | Angry Birds 2: La pel·lícula (The Angry Birds Movie 2) | Courtney (veu)  | Thurop Van Orman                |               |
| 2019         | Between Two Ferns: The Movie                           | D'ella mateixa  | Scott Aukerman                  |               |
| 2019         | Jumanji: The Next Level                                |                 | Jake Kasdan                     |               |
| 2020         | The SpongeBob Movie: It's a Wonderful Sponge           | No se sap (veu) | Tim Hill                        | Filmant       |
| 2020         | Raya and the Last Dragon                               | Sisu (veu)      | Paul Briggs Dean Wellins        | En producció  |
| Per estrenar | Breaking News in Yuba County                           | Kavi            | Tate Taylor                     | Postproducció |